# 山形本町教会
山形本町教会（やまがたほんちょうきょうかい）は、山形県山形市にある日本基督教団の旧メソジスト系の教会である。
アメリカ・メソジスト監督教会の宣教師ジュリアス・ソーパーと高橋雲岱が山形で伝道を始めた。後に中山忠恕が加わり、1882年（明治15年）には高橋雲岱は天童美以教会の担当になり、中山が山形巡回伝道師になり、横町（本町1丁目）に山形美以教会を設立する。
1882年（明治15年）に山形教会が創立された。1884年（明治17年）に古坂啓之助が牧師として派遣される。
1907年（明治40年）には日本メソジスト教会に所属した。1890年（明治23年）より日本基督教会と提携して、廃娼、禁酒運動などの社会救済事業に先駆的な役割を果たした。
1915年（大正4年）本多愛雄（本多庸一の息子）が着任し、隣地の民家を購入し会堂改築を計画するも、本多が病気で離任死去する。1918年（大正7年）に本格的に会堂を建設し本多メモリアル・チャーチと命名される。
全国基督教教化運動を機に、大正末期より活発な伝道を展開する。（昭和15年）に木俣富太郎が就任する。1941年（昭和16年）日本基督教団の設立により、山形横町教会になる。戦争中、きよめ教会の山形教会が政府により解散させられると、会員は山形横町教会に加わる。
1951年（昭和26年）本町に町名が変更したので、山形本町教会と改称する。1957年（昭和32年）本町2丁目に移転新築する。1964年（昭和39年）に木俣牧師が引退する。